# Ronnie Cuber

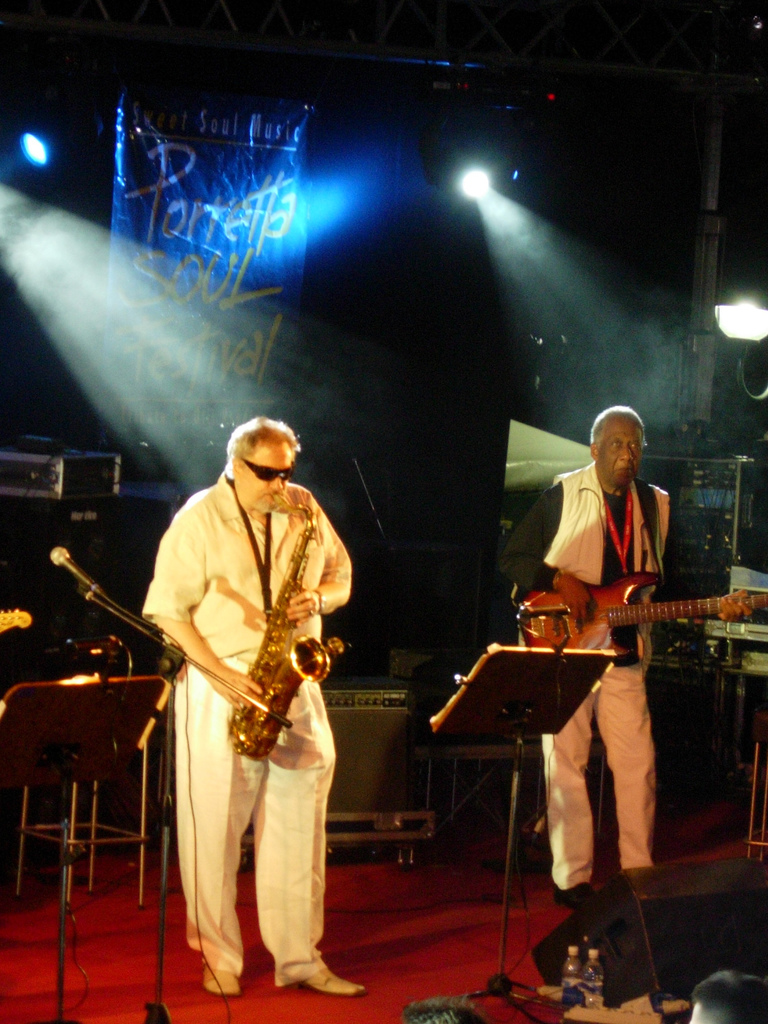
Ronnie Cuber (po lewej) i Chuck Rainey (2005)

Ronald Edward Cuber (ur. 25 grudnia 1941 w Nowym Jorku, zm. 7 października 2022) – amerykański saksofonista jazzowy. Grywał również muzykę latynoamerykańską, pop, rock oraz blues. Grał przede wszystkim na saksofonie barytonowym, rzadziej na saksofonach tenorowych i sopranowych, klarnecie czy flecie.

## Kariera
Jako muzyk sesyjny współpracował między innymi z B. B. Kingiem, Paulem Simonem czy Erikiem Claptonem. Był również członkiem Saturday Night Live Band.
Cuber zaczynał pod koniec lat 50. w Marshall Brown's Newport Youth Bank gdzie grał na saksofonie barytonowym. Pierwsza zauważalne prace pochodzą ze współpracy z Slide'm Hamptonem (1962) i Maynardem Fergusonem (1963–1965). Później, w latach 1966–1967 grał z George’em Bensonem. Był również członkiem zespołu Lee Konitza w latach 1977–1979. W latach 70. grał razem z Frankiem Zappą, można go usłyszeć m.in. na albumie Zappa in New York. Na początku lat 90. był członkiem The Magnus Big Band, pracował również przy ścieżce dźwiękowej do filmu Across The Universe.
Od 2007 roku występował u boku Steve'a Gadda w jego zespole Steve Gadd and Friends.

## Wybrana dyskografia

### Jako leader
- 1976: Cuber Libre! (Xanadu Records)
- 1978: The Eleventh Day of Aquarius (Xanadu)
- 1981: New York Jazz
- 1985: Two Brothers (AMG)
- 1985: Pin Point (PID)
- 1985: Passion Fruit (PID)
- 1986: Live at the Blue Note (ProJazz)
- 1992: Cubism (Fresh Sounds)
- 1993: The Scene is Clean (Milestone Records)
- 1994: Airplay (SteepleChase Records)
- 1996: In a New York Minute (SteepleChase)
- 1997: N.Y.C.ats (SteepleChase)
- 1998: Love for Sale (z The Netherlands Metropole Orchestra) (Koch)
- 2009: Ronnie (SteepleChase)
- 2011: Boplicity (SteepleChase)
- 2013: Live at JazzFest Berlin (SteepleChase) (płyta nagrana w 2008)

### Jako muzyk sesyjny
z Patti Austin
- End of a Rainbow (CTI, 1976)
- Havana Candy (CTI, 1977)

z Goerge’em Bensonem
- It's Uptown (1966)
- The George Benson Cookbook (1966)
- Good King Bad (CTI, 1975)

z Maynardem Fergusonem
- Color Him Wild (Mainstream, 1965)

z Grantem Greenem
- The Main Attraction (1976)

z Billym Joelem
- saksofon barytonowy w utworach „Easy Money”, „Careless Talk”, „Tell Her About It”, „Keeping The Faith” na albumie An Innocent Man (1983)
- saksofon barytonowy w utworze „Big Man on Mulberry Street” na albumie The Bridge (1986)

z Idrisem Muhammadem
- House of the Rising Sun (1976)
- Turn This Mutha Out (1977)

z Horace Silverem
- The Hardbop Grandpop (1996)

z Lonniem Smithem
- Move Your Hand (1969)
- Drives (1970)

z Mickeyem Tuckerem
- Sojourn (Xanadu, 1977)

z Rare Silk
- New Weave (1986)

z Randym Breckerem
- 34th N Lex (2003)

z Dr. Johnem
- Duke Elegant (1999)